# Cryptocephalus kharazii
Cryptocephalus kharazii là một loài bọ cánh cứng trong họ Chrysomelidae. Loài này được Berti & Rapilly miêu tả khoa học năm 1979.